# Kielschwanzleguane
Die Kielschwanzleguane (Tropiduridae) sind eine Familie der Leguanartigen (Iguania), die in Mittel- und in Südamerika, einschließlich der Galapagosinseln leben. Es sind kleine Echsen, die Kopf-Rumpf-Längen von vier bis 15 Zentimetern erreichen. Sie kommen in sehr unterschiedlichen Ökosystemen vor, in Regen- und Trockenwäldern, in Savannen, Wüsten und an Meeresküsten.

## Merkmale
Apomorphien, die die Kielschwanzleguane von anderen Leguanartigen unterscheiden sind u. a. die reduzierte Angulare, eine hintere Verlängerung an der Spleniale, beides Unterkieferknochen, eine unvollständige Gularfalte und eine vergrößerte, mittlere Sternalfontanelle.

## Lebensweise
Die Echsen leben terrestrisch auf dem Erdboden, einige klettern auf Felsen oder in Bäumen. Die meisten Arten sind tagaktive Insektenfresser, einige Angehörige der Gattung Tropidurus haben sich auf Ameisen spezialisiert, andere fressen auch Früchte und Blüten. Bei einigen Tropidurus-Arten sind die Weibchen während des ganzen Jahres bunt gefärbt. Andere Tropidurus-Weibchen zeigen die Färbung nur während der Fortpflanzungszeit. Alle Tropiduridae sind eierlegend.

## Systematik
Die Kielschwanzleguane galten zunächst als Unterfamilie der Leguane (Iguanidae), bis sie 1989 von Frost und Etheridge in den Rang einer Familie gehoben wurden. Sie sind am nächsten mit den Phrynosomatidae, den madagassischen Opluridae und möglicherweise mit den Polychrotidae verwandt.
2001 erhoben Frost und Etheridge die bisher zu den Kielschwanzleguanen gehörenden Unterfamilien Leiocephalinae und Liolaeminae in den Rang von Familien, so dass zu den Kielschwanzleguanen nur noch die sieben Gattungen der ehemaligen Unterfamilie Tropidurinae mit etwa 110 Arten gehören.

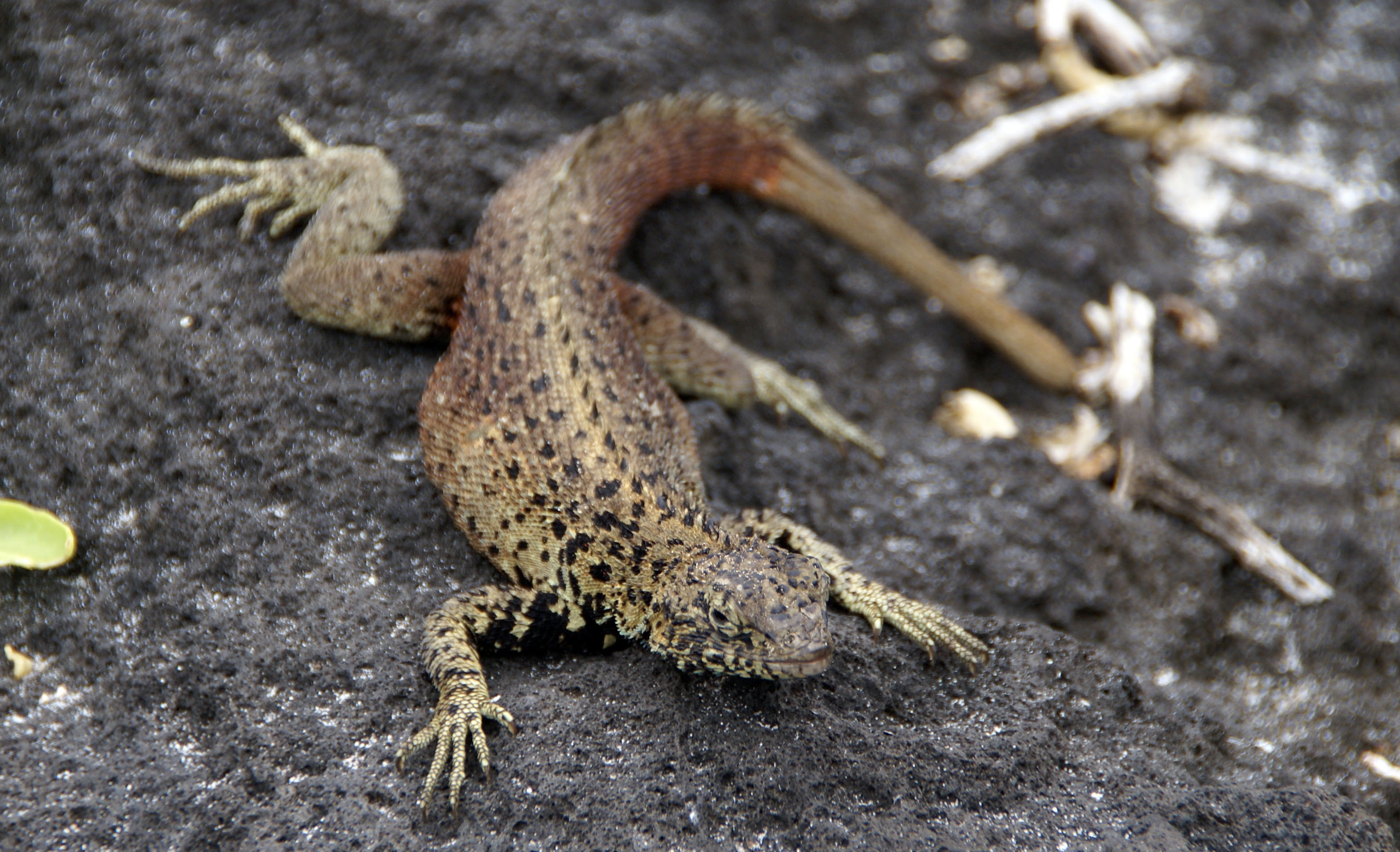
Männliche Lavaechse (Microlophus sp.) auf Española

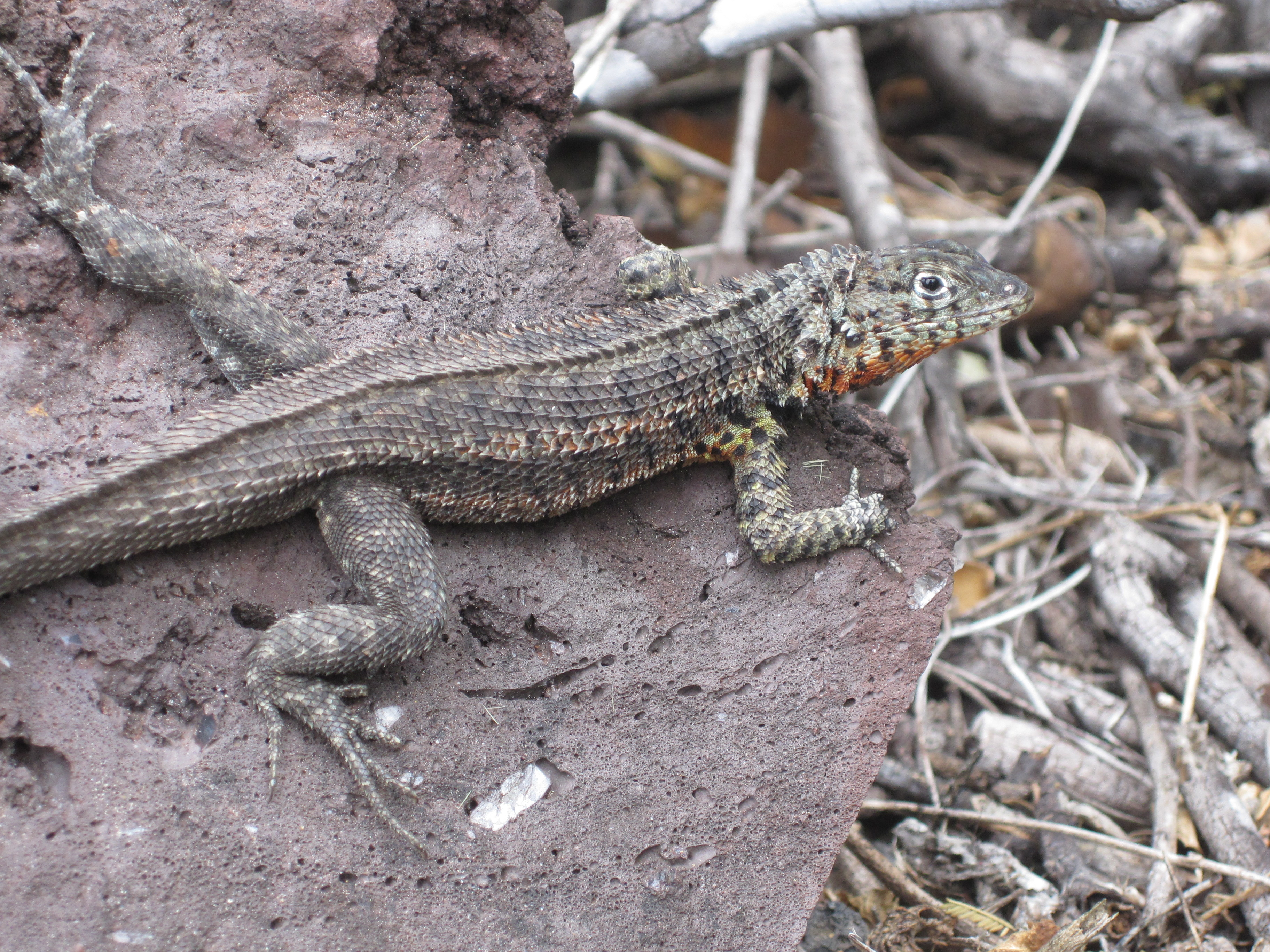
Weibliche Lavaechse auf der Insel Santa Cruz, Galápagos-Inseln

- Tropiduridae Bell, 1843
  - Microlophus
  - Plesiomicrolophus
  - Plica
  - Stenocercus
  - Tropidurus
  - Dornschwanzleguane (Uracentron)
  - Mopskopfleguane (Uranoscodon)